# Leeuw van Sint Marcus

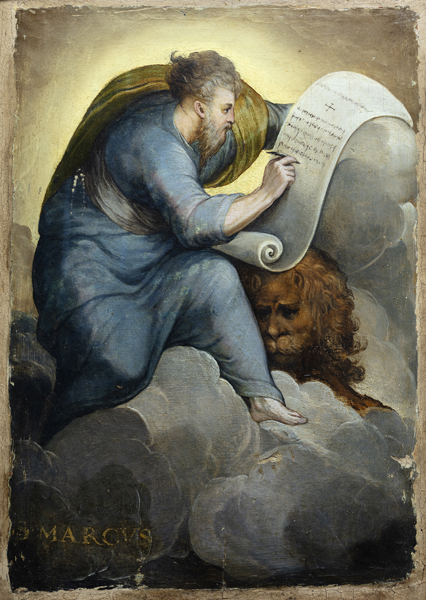
Marcus en de leeuw (Kathedraal van Palencia)

Elke evangelist heeft in de traditie een eigen dier toegewezen gekregen dat in de iconografie als symbool van de evangelist gebruikt wordt. In het geval van de Heilige Marcus is het een gevleugelde leeuw.
Toen de Europese wapenkunst en de heraldiek ontstonden koos de republiek Venetië deze "leeuw van Sint Marcus", het symbool van een van de twee patronen van de stad, als embleem en wapendier.
Deze leeuw draagt vaak een geopend boek met de woorden: "PAX TIBI MARCE EVANGELISTA MEVS" (Vrede zij met u, Marcus, mijn evangelist). Over dit slordige, maar in de Middeleeuwen wel mogelijke (Meus was een vocativus) Latijn merkte de Venetiaan Giacomo Girolamo Casanova op dat de "taalfout door de eeuwen respectabel is geworden". Men heeft de tekst in ieder geval nooit in het correcte "PAX TIBI MARCE MI EVANGELISTA" veranderd.
Niet alleen in Venetië zelf kan men honderden gebeeldhouwde, gesmede, geschilderde en in mozaïek gelegde leeuwen aantreffen; ook in het in de 14e eeuw uitgestrekte rijk dat de Venetianen in het Oostelijk Middellandse Zeegebied veroverden werd overal, op poorten, in kerken en op monumenten de gevleugelde leeuw, meestal met een voorpoot op een geopend boek maar soms op een kloot, afgebeeld.
In het wapen van de huidige stad is een heraldisch niet correcte leeuw van Sint-Marcus afgebeeld. Het wapen van het aartsbisdom Venetië vertoont wél een heraldisch juist getekende gevleugelde leeuw en de patriarchen vermeerderen hun wapen met een schildhoofd met de leeuw. De leeuw van Sint-Marcus is qua vorm immers niet geschikt om als kwartier in een wapen te dienen.
Toen de Venetiaanse patriarch tot Paus Pius X werd gekozen vermeerderde deze, in strijd met de pauselijke heraldische traditie, zijn wapen met het schildhoofd van zijn vroegere aartsdiocees.
De pausen Johannes XXIII en Johannes Paulus I volgden zijn voorbeeld. Johannes XXIII koos voor een, in zijn eigen woorden, "vriendelijker, minder trans-alpijnse leeuw" in zijn Pauselijk wapen.
De Heilige Marcus zou ook de kerk in Alexandrië hebben gesticht en "Zeer Oude en Eerbiedwaardige Orde van Sint-Marcus" is een onderscheiding die, ter herinnering aan de stichter, door de Patriarchen van Alexandrië wordt verleend. Ook op deze onderscheiding is een gevleugelde leeuw afgebeeld.

Wapen van republiek Venetië
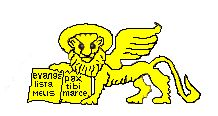
De "vriendelijke leeuw" in het Wapen van Paus Johannes XXIII
Een moderne maar heraldisch correcte tekening van het wapen van Venetië.
Wapen van Pius X
Wapen van Johannes XXIII
Wapen van Johannes Paulus I
Wapen van Francesco Moraglia, sinds 2012 patriarch van Venetië
Ook de Zwitserse gemeente Lostallo heeft de gevleugelde leeuw in haar wapen geplaatst.

Verzekeringsmaatschappij Generali gebruikt tevens de Leeuw van Sint Marcus in haar logo.